# Marsias de Filipo
Marsias de Filipo fue un historiador griego del siglo III a. C., también llamado Marsias el Joven, para distinguirlo de Marsias de Pela, otro historiador del siglo IV a. C.. 

## Obra
Marsias escribió su obra histórica y geográfica en al menos seis libros, titulada Cosas macedonias (en griego antiguo: Μακεδονικά, romanizado: Makedonikà), citada por Harpocración, una obra sobre la Antigüedad en doce libros llamada Arqueología (en griego antiguo: Ἀρχαιολογία, romanizado: Archaiologhia), citada en la Suda, y un tratado en siete libros, titulado Cosas míticas (en griego antiguo: Μυθικά, romanizado: Mythikà).